# Abdeladim Khadrouf
Abdeladim Khadrouf, né le 3 janvier 1985 à Casablanca au Maroc, est un footballeur international marocain évoluant au poste de milieu de terrain.

## Biographie

### En club
Le 30 octobre 2011, il inscrit un doublé en Botola face au club de la Difaâ Hassani d'El Jadida.
En décembre 2014, il participe avec le Moghreb de Tétouan à la Coupe du monde des clubs organisée dans son pays natal. Lors de cette compétition, il joue un match face au club néo-zélandais d'Auckland City.
Son titre de champion du Maroc obtenu avec Tétouan lui permet ensuite de disputer la Ligue des champions d'Afrique. Il inscrit deux buts lors de cette compétition en 2015 : le premier, le 26 juillet face au club soudanais d'Al Hilal Omdurman, et le second le 23 août contre l'équipe égyptienne de Smouha.

### En équipe nationale
Abdeladim Khadrouf reçoit sa première sélection en équipe du Maroc lors de l'année 2012.
Il est le joueur le plus rapide du championnat marocain, avec une vitesse qui avoisine les 55 km/h.
Avec la sélection marocaine, il participe au championnat d'Afrique des nations 2016 qui se dispute au Rwanda. Lors de la compétition, il inscrit un but face au pays organisateur.
| Caps | Date       | Match           | Lieu   | Score          | Compétition           |
| 1    | 23/06/2012 | Bahrain - Maroc | Jeddah | 0 - 4          | Coupe Arabes          |
| 2    | 26/06/2012 | Libye - Maroc   | Jeddah | 0 - 0          | Coupe Arabes          |
| 3    | 03/07/2012 | Irak - Maroc    | Jeddah | 1 - 2          | ½ Finale Coupe Arabes |
| 4    | 06/07/2012 | Libye - Maroc   | Jeddah | 1 - 1(1 - 3 p) | Finale Coupe Arabes   |
| ---- | ---------- | --------------- | ------ | -------------- | --------------------- |

## Palmarès
- Champion du Maroc en 2012, 2014 et 2017
- Vainqueur de la Coupe arabe des nations 2012 avec l'équipe du Maroc
- Ligue des champions de la CAF 2017